# Sudirman Hadi
Sudirman Hadi (9 maart 1996) is een Indonesisch atleet, die gespecialiseerd is in de sprint. Hij nam eenmaal deel aan de Olympische Zomerspelen.

## Biografie
In 2016 nam Hadi deel aan de 100 meter op de Olympische Spelen in Rio de Janeiro. Hij werd tweede tijdens de eerste voorronde, maar was daarna kansloos 9e en laatste in de vierde reeks, waarmee hij zich niet kon plaatsen voor de halve finale.

## Persoonlijke records
Outdoor
| Onderdeel | Prestatie | Wind     | Datum             | Plaats  |
| --------- | --------- | -------- | ----------------- | ------- |
| 100 m     | 10,53 s   | -2,3 m/s | 20 mei 2016       | Manggar |
| 200 m     | 21,74 s   | +1,7 m/s | 16 september 2013 | Jakarta |

## Palmares

### 100 m
- 2013: 5e in reeksen WK U18 - 11,42 s
- 2016: 9e in reeksen OS - 10,70 s

### 200 m
- 2013: 6e in reeksen WK U18 - 22,65 s